# Kabinett Davíð Oddsson II

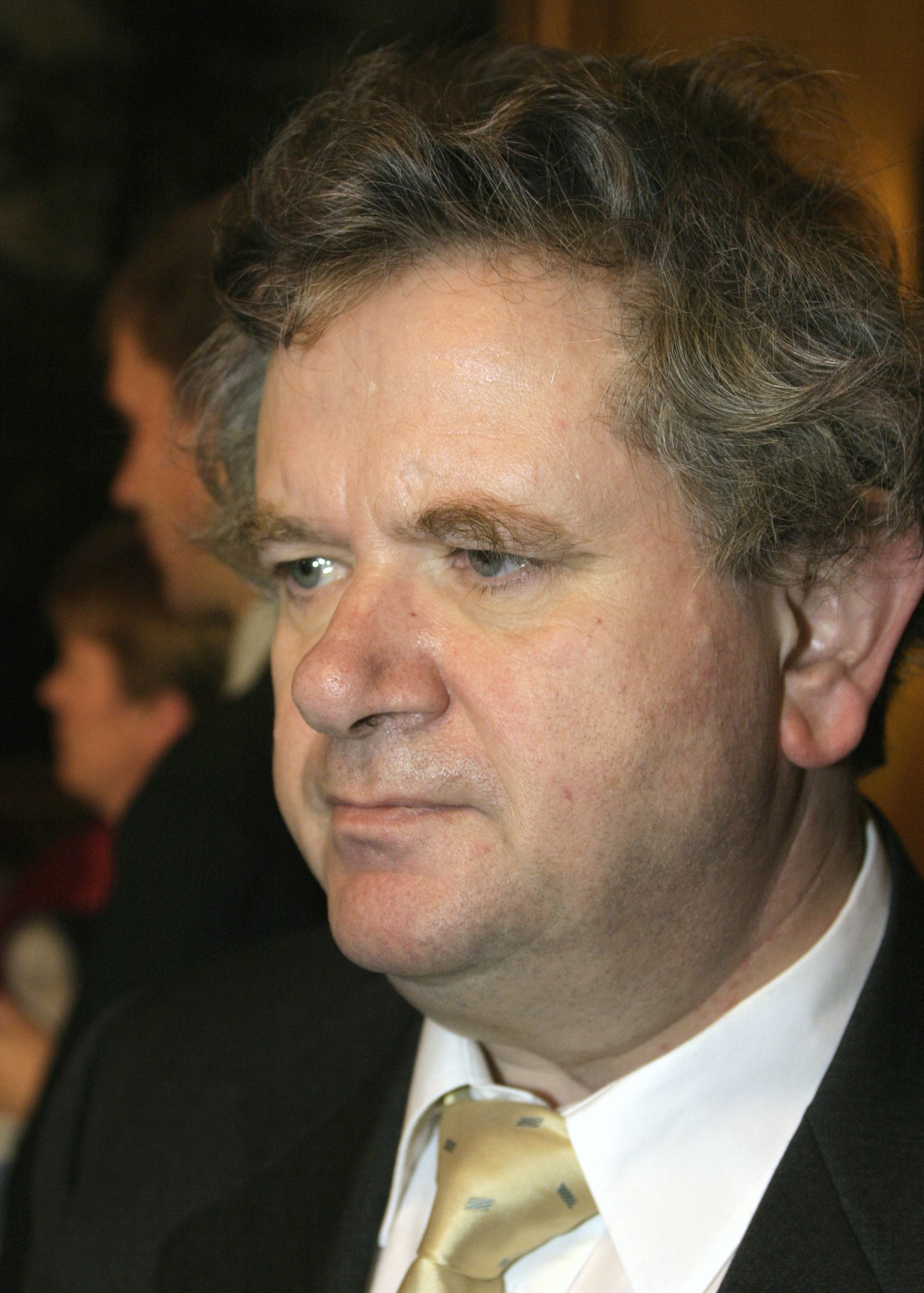
Davíð Oddsson war von 1991 bis 2004 Premierminister von Island und bildete in dieser Zeit vier Kabinette

Das Kabinett Davíð Oddsson II war eine Regierung der am 17. Juni 1944 ausgerufenen Demokratischen Republik Island (isländisch Lýðveldið Ísland). Es wurde am 23. April 1995 gebildet und löste das Kabinett Davíð Oddsson I ab. Es blieb bis zum 28. Mai 1999 im Amt, woraufhin es vom Kabinett Davíð Oddsson III abgelöst wurde. 
Dem Kabinett gehörten Mitglieder der Unabhängigkeitspartei (Sjálfstæðisflokkurinn) sowie der Fortschrittspartei (Framsóknarflokkurinn) an.

## Regierungsmitglieder
| Amt                                                    | Amtsinhaber                            | Beginn der Amtszeit           | Ende der Amtszeit           |
| ------------------------------------------------------ | -------------------------------------- | ----------------------------- | --------------------------- |
| Premierminister                                        | Davíð Oddsson                          | 23. April 1995                | 28. Mai 1999                |
| Minister für Statistik (Hagstofa Íslands)              | Davíð Oddsson                          | 23. April 1995                | 28. Mai 1999                |
| Außenminister                                          | Halldór Ásgrímsson                     | 23. April 1995                | 28. Mai 1999                |
| Bildungsminister                                       | Björn Bjarnason                        | 23. April 1995                | 28. Mai 1999                |
| Minister für Industrie und Handel                      | Finnur Ingólfsson                      | 23. April 1995                | 28. Mai 1999                |
| Finanzminister                                         | Friðrik Sophusson Geir Haarde          | 23. April 1995 16. April 1998 | 16. April 1998 28. Mai 1999 |
| Landwirtschaftsminister                                | Guðmundur Bjarnason Halldór Ásgrímsson | 23. April 1995 11. Mai 1999   | 11. Mai 1999 28. Mai 1999   |
| Umweltminister                                         | Guðmundur Bjarnason Halldór Ásgrímsson | 23. April 1995 11. Mai 1999   | 11. Mai 1999 28. Mai 1999   |
| Verkehrsminister                                       | Halldór Blöndal                        | 23. April 1995                | 28. Mai 1999                |
| Minister für Gesundheit und soziale Sicherheit         | Ingibjörg Pálmadóttir                  | 23. April 1995                | 28. Mai 1999                |
| Sozialminister                                         | Páll Pétursson                         | 23. April 1995                | 28. Mai 1999                |
| Fischereiminister                                      | Þorsteinn Pálsson Davíð Oddsson        | 23. April 1995 11. Mai 1999   | 11. Mai 1999 28. Mai 1999   |
| Justizminister und Minister für Kirchenangelegenheiten | Þorsteinn Pálsson Davíð Oddsson        | 23. April 1995 11. Mai 1999   | 11. Mai 1999 28. Mai 1999   |